# Bâton nubien
 (mars 2023).
Si vous disposez d'ouvrages ou d'articles de référence ou si vous connaissez des sites web de qualité traitant du thème abordé ici, merci de compléter l'article en donnant les références utiles à sa vérifiabilité et en les liant à la section « Notes et références ».
Le bâton nubien est en fait plus un tournoi, mais peut être considéré en tant que lutte.
On remet aux participants un bâton et un bouclier comme armes pour le combat. Ce sport est toujours pratiqué à la fin de l'automne et au début de la récolte. Il est en revanche interdit pendant la saison de la culture car les blessures pourraient empêcher les jeunes de travailler.
Le combat fait partie des cérémonies qui suivent la récolte, pendant laquelle on rend grâce à Dieu pour une bonne récolte.
L'évènement commence toujours par une invitation d'une tribu à une autre. Les invités de la tribu peuvent avoir leurs messagers juste pour la provocation et l'excitation. Les hôtes doivent se débrouiller pour trouver le leur et, après cela, ils commencent le combat.
Une autre façon de commencer la compétition est par une provocation symbolique. Par exemple, un homme âgé de 17 à 20 ans peut tenir les mains de la fiancée de son rival pour quelques minutes, ou couper ses bracelets en perle. Quand son soi-disant mari apprend cela, il annonce immédiatement l'affrontement en attachant un mouchoir ou un morceau de tissu sur la maison de son concurrent pendant la nuit, de sorte à prévenir l'intéressé qu'il doit se préparer pour commencer dès le lendemain matin.
La lutte peut se dérouler entre deux combattants de différents villages, ou entre deux villages combattant en groupe.